# Fouettés en tournant
Fouettés en tournant (fr."turning fouettés") o più semplicemente 'Fouettés' è un passo del Balletto.

## Movimento
Un fouetté rond de jambe en tournant è un'azione in cui la ballerina si trova momentaneamente a piede piatto con il ginocchio piegato di supporto con l'altra gamba di lavoro, creando la spinta per far girare il corpo. La gamba di lavoro è poi piegata per toccare il ginocchio di supporto quando la ballerina si alza en pointe sul piede di appoggio. 
La possibilità di eseguire consecutivamente 32 fouettés en tournant di questi movimenti è considerata una bravura per la ballerina, sottolineando la sua forza, la resistenza e la tecnica. È un passo molto difficile da fare e molte ballerine possono fare i 32 movimenti solo su un lato, normalmente a destra.

## Tipi di Fouettés en tournant
• Fouettés (en tournant)
• Grand Fouettés (en tournant) Italiano
Altri tipi; 
• petit fouetté, che può essere devant, à la seconde o derrière, eseguito à terre, sur la demi-pointe o sauté,
• grand fouetté che può essere sauté, relevé (o en tournant).

## Storia
I fouettés en tournant sono stati introdotti nel Grand Pas d'azione del balletto Cenerentola (balletto) (coreografia di Lev Ivanov, Enrico Cecchetti e Marius Petipa, musica di Baron Boris Vietinghoff-Scheel, 32 di questi movimenti consecutivi furono eseguiti per la prima volta dalla prima ballerina assoluta del Teatro Mariinskij di San Pietroburgo, Pierina Legnani il 17 dicembre 1893. Si dovrà attendere l'inizio del secolo successivo per rivedere lo stesso virtuosismo in Mathilde Kschesinskaya, prima russa a raggiungere questo traguardo. Successivamente i fouettés en tournant sono stati introdotti anche in altri balletti tra cui Il lago dei cigni (terzo atto).